# Объём
Объём — количественная характеристика пространства, занимаемого телом или веществом. Объём тела определяется его формой и линейными размерами. Основное свойство объёма — аддитивность, то есть объём любого тела равен сумме объёмов его (непересекающихся) частей.
Единица объёма в СИ — кубический метр; от неё образуются производные единицы — кубический сантиметр, кубический дециметр (литр) и т. д. В разных странах для жидких и сыпучих веществ используются также различные внесистемные единицы объёма — галлон, баррель и др.
В формулах для обозначения объёма традиционно используется заглавная латинская буква V, являющаяся сокращением от лат. volume — «объём», «наполнение».
Слово «объём» также используют в переносном значении для обозначения общего количества или текущей величины. Например, «объём спроса», «объём памяти», «объём работ». В изобразительном искусстве объёмом называется иллюзорная передача пространственных характеристик изображаемого предмета художественными методами.

## Вычисление объёма
На практике приблизительный объём тела, в том числе сложной формы, можно вычислить по закону Архимеда, погрузив это тело в жидкость: объём вытесненной жидкости будет равен объёму измеряемого тела.

### Математически
Для объёмов тел простой формы имеются специальные формулы. Например, объём куба с ребром {\displaystyle a} вычисляется с помощью выражения {\displaystyle V=a^{3}}, а объём прямоугольного параллелепипеда — умножением его длины на ширину и на высоту.
Объём тела сложной формы вычисляется разбиением этого тела на отдельные части простой формы и суммированием объёмов этих частей. В интегральном исчислении объёмы частей, из которых складывается объём всего тела, рассматриваются как бесконечно малые величины.

### Сводка формул
| Форма тела                      | Формула для вычисления объёма | Обозначения |
| ------------------------------- | --- | ----------- |
| Куб                             | {\displaystyle V=a^{3}\;} |             |
| Прямоугольный параллелепипед    | {\displaystyle V=abc} |             |
| Призма (B: площадь основания)   | {\displaystyle V=Bh} |             |
| Пирамида (B: площадь основания) | {\displaystyle V={\frac {1}{3}}Bh} |             |
| Параллелепипед                  | {\displaystyle V=abc{\sqrt {K}}} {\displaystyle {\begin{aligned}K=1&+2\cos(\alpha )\cos(\beta )\cos(\gamma )\\&-\cos ^{2}(\alpha )-\cos ^{2}(\beta )-\cos ^{2}(\gamma )\end{aligned}}} |             |
| Тетраэдр                        | {\displaystyle V={{\sqrt {2}} \over 12}a^{3}\,} |             |
| Шар                             | {\displaystyle V={\frac {4}{3}}\pi r^{3}} |             |
| Эллипсоид                       | {\displaystyle V={\frac {4}{3}}\pi abc} |             |
| Прямой круговой цилиндр         | {\displaystyle V=\pi r^{2}h} |             |
| Конус                           | {\displaystyle V={\frac {1}{3}}\pi r^{2}h} |             |
| Тело вращения                   | {\displaystyle V=\pi \cdot \int _{a}^{b}f(x)^{2}\mathrm {d} x} |             |

### Через плотность
Зная массу (m) и среднюю плотность (ρ) тела, его объём рассчитывают по формуле: {\displaystyle V={\frac {m}{\rho }}}.

## Единицы объёма жидкости
- 1 литр = 1 кубический дециметр = 1,76 пинты = 0,23 галлона

### Русские[2]
- Ведро = 12,3 литра
- Бочка = 40 вёдер = 492 литра

### Английские
- 1 пинта = 0,568 литра
- 1 кварта (жидкостная) = 2 пинтам = 1,136 литра
- 1 галлон = 8 пинтам = 4,55 литра
- 1 галлон (амер.) = 3,785 литра

### Античные
- Котила = 0,275 литра

### Немецкие
- Шоппен

### Древнееврейские[3]
- Эйфа = 24,883 литра
- Гин = 1/6 эйфы = 4,147 литра
- Омер = 1/10 эйфы = 2,4883 литра
- Кав = 1/3 гина = 1,382 литра

## Единицы объёма сыпучих веществ

### Русские
- Четверик = 26,24 литра (1 пуд зерна)
- Гарнец = 3,28 литра
- Четверть = 1/4 ведра = 3,075 литра
- Штоф = 1/8 ведра = 1,54 литра
- Кружка = 1/10 ведра = 1,23 литра
- Бутылка (винная) = 1/16 ведра = 0,77 литра
- Бутылка (пивная) = 1/20 ведра = 0,61 литра
- Чарка = 1/10 кружки = 0,123 литра
- Шкалик (косушка) = 1/2 чарки = 0,0615 литра

### Английские
- 1 бушель = 8 галлонов = 36,36872 литра
- 1 баррель = 163,65 литра

## Прочие единицы
- 1 унция (англ.) = 2,841⋅10−5 м³
- 1 унция (амер.) = 2,957⋅10−5 м³
- 1 кубический дюйм = 1,63871⋅10−5 м³
- 1 кубический фут = 2,83168⋅10−2 м³
- 1 кубический ярд = 0,76455 м³
- 1 кубическая астрономическая единица =3,348⋅1024 км³
- 1 кубический световой год = 8,466⋅1038 км³
- 1 кубический парсек = 2,938⋅1040 км³
- 1 кубический килопарсек = 1 000 000 000 пк³ = 2,938⋅1049 км³